# 马健 (运动员)
马健（1969年8月20日—），生于河北石家庄，祖籍天津。中国职业篮球运动员，司职大前锋，曾效力于NCAA犹他大学、菲律宾联赛、河北队、北京奥神队、上海大鲨鱼篮球俱乐部，是最早在美国打篮球的中国职业球员之一。

## 初入篮坛
马健于1983年入选河北省体校篮球班，1985年16岁的马健入选河北省省队，同年还入选了国家青年队。18岁时，他就以优良的身体素质和进攻能力吸引了美国教练的兴趣，很快受到了美国加州大学洛杉矶分校(UCLA)的入学邀请并且是全额奖学金。
1989年2月马健首次入选中国国家男篮，20岁不到便成为国家队的首发大前锋。1990年，马健不断有着出色的表现，由他领衔的中国队内线在家门口进行的1990年亚洲运动会中横扫对手，问鼎亚洲冠军；在同年的世界篮球锦标赛中，马健拿下了场均12.8分的好数据。在国家队的三年中马健两次入选了亚洲全明星队，逐渐成为当时亚洲最好的大前锋。

## 进入NCAA
1992年巴塞罗那奥运会，马健场均3.7分。他的突出表现引来了世界的注意。奥运会后，加州大学洛杉矶分校再次对他发出了全额篮球奖学金邀请，已经取得美国签证的马健，不顾中国篮协永久取消其代表国家队参赛资格的警告，为了自己的篮球梦想毅然决然的离开中国，远渡重洋去了美国。
最后来到洛杉矶的马健由于体校学历不为美国教育系统所承认而失去了加州大学洛杉矶分校的奖学金，随后在尤他大学教练里克·梅杰尔斯（Rick Majerus）的帮助下在尤他山谷社区大学 (Utah Valley Community College)打球，使得他成为最早在美国大学篮球系统打球的中国球员之一。在1992-93赛季中，他取得了场均17.9分、5个篮板和3.3次助攻的出色数据，随后有着出色表现的马健得以一个大学三年级的身份转入犹他大学，在1993-94赛季中他取得了场均8.2分和3.7个篮板，并且在一场同亚利桑那大学的比赛中取得了个人NCAA生涯最高的21分和9个篮板。有着不错表现的马健却未能在大学最后一年有什么发挥，因为1994-95赛季尤他大学的新生，也有随后成为NBA球星的基斯·范霍恩的到来使得马健一个赛季只能基本坐在替补席中。在尤他大学期间，除了范霍恩，安德烈·米勒以及2004-05赛季NBA总冠军成员迈克尔·多列亚克都曾是他大学期间的队友。

## NBA梦想
在尤他毕业后，在之后的1995年NBA季前赛时出现在洛杉矶快船的大名单中，有着场均出赛15分钟的时间，但是最终还是未能进入球队的常规赛大名单，在常规赛前最后一刻被快船队放弃，被布伦特·巴里所取代。
NBA落选后，马健到菲律宾联赛打了三个月的球，帮助所在球队拿到冠军，并当选为年度最佳外籍球员。
马健和廖士翔是中国篮球队员前进NBA的先锋之一，为此后诸如王治郅，姚明和巴特尔进军NBA起了“开路先锋”的角色。

## 个人经历
- 1983年，入选河北省体校篮球班，
- 1984年，入选河北省青年队，
- 1985年6月，入选河北省男篮
- 1989年，入选中国国家男篮，任主力前锋。
- 1992年，第24届奥运会后，去美国留学。此后曾在NBA洛杉矶快船队试训。
- 1995年，菲律宾联赛年度最佳外籍球员
- 1998年，进入北京奥神男子篮球队，是球队的核心球员。
- 1999年，入选中国篮球北方明星队。

## 家庭
马健的太太是日裔，生有两个孩子。